# Taake
Taake — норвезький блек-метал-гурт з Бергена, утворений 1993 року під початковою назвою «Thule». Назва гурту перекладається з норвезької tåke (читається [tɔːkə] — «токе»), що означає «туман». Гурт описує свою творчість як «True Norwegian black metal».

## Рання творчість
У 1993 році Ерьян Стедьєберг (Ørjan Stedjeberg), раніше відомий як «Ульвхедін», зібрав гурт Taake в його первісному варіанті під назвою Thule, разом зі Свартульвом (Svartulv), якому на той момент було всього дванадцять років. Thule випустила два демо: «Der Vinterstormene Raste» в 1993 році і «Omfavnet Av Svarte Vinger (Embraced By Black Wings)» в 1994. Між випуском останнього демо і виданням «Manndaudsvinter» в 1995 гурт перетворився з Thule в Taake, а Ульвхедін бере собі новий псевдонім «Хьост». Нова назва Taake краще характеризувала гурт і місцевість, звідки був родом Хьост, гори Бергена. Незабаром після цього релізу видали 7’ EP в 1996 році, названий «Koldbrann i Jesu Marg». Цей альбом став останнім демо Taake.

## Трилогія альбомів 1999—2005
У період з 1999 по 2005 рік колектив створив три альбоми. Їх пов'язують однакові концептуальні теми — смерть, Норвегія та поклоніння дияволу.
Перший повноформатний альбом «Nattestid Ser Porten Vid (Night Sees the Wide Gate)» був виданий лейблом Wounded Love Records в 1999 році.
Альбом був повністю написаний Хьостом, але для запису бас-гітари та ударних він запросив сесійного музиканта Тундру.
Запис здійснювався протягом 1997—1998 років на студії Grieghallen. «Nattestid ser porten vid» це перша частина трилогії, всі написи на CD і тексти пісень норвезькою в буклеті записані рунами. Цей альбом вважається класикою блек-металу.
Друга частина трилогії «Over Bjoergvin Graater Himmerik (Heaven Cries over Bjoergvin (Bergen))» випущена у 2002 році. Це знову був концептуальний альбом з семи пісень, темою якого є смерть. Для запису цього альбому Хьост запросив наступних музикантів: гітариста К. Коракса (C. Corax), басиста Керідвена (Keridwen) і ударника Мутта (Mutt).
Фінальна частина трилогії була видана у 2005 році лейблом Dark Essence Records. Названа «Hordalands Doedskvad (Hordaland's Deathchant)», вона дотримувалася формату альбому з семи пісень (які зображують 7 гір, що оточують Берген), як і перші дві частини, однак відрізнялася від них стилем. У той час, як перші два альбоми були написані під впливом металу 80-х, цей альбом був виконаний в більш традиційному блек-метал стилі, що нагадує Enslaved або Bathory та ранню творчість Mayhem. «Hordalands Doedskvad» також відрізнявся від інших альбомів складом запрошених музикантів: Nattefrost з Carpathian Forest, Taipan (Orcustus), і Nordavind (ex-Carpathian Forest) та інших.

## Перерва та зміна складу
Після релізу Taake видали кілька спліт і EP альбомів, а також брали участь у деяких фестивалях (найбільш відомий — Hole In The Sky Festival в Норвегії, де на гітарі грав Івар Бйорнсон з Enslaved), проте згідно з офіційним сайтом проєкт був «тимчасово заморожений».
Перед європейським туром 2006/2007 років Taake змінили свій офіційний сайт, переїхавши з непрацюючого домену на новий. Після скандально відомого виступу в Ессені були скасовані виступи колективу на декількох фестивалях, а сам гурт багато критикували.
Гурт покинув Лава (Lava), який з 2002 року був басистом.
У 2011 році виходить EP «Kveld», в який увійшли як нові, так і повторно записані композиції. Це відбулося незабаром після п'ятого повноцінного альбому Тааке — «Noregs Vaapen». Хьост співпрацював з багатьма відомими норвезькими музикантами — Attila Csihar, Nocturno Culto, Demonaz і Ivar Bjørnson. Taake номінували у 2012 році на престижну премію Spellemann в Норвегії, однак гурт був розкритикований за антиісламську лірику у пісні «Orkan».
Щоб відзначити 20-річчя гурту, Taake випускає альбом-збірку «Gravkamre, kroner og troner» у 2013 році.
Taake відіграли свій перший концерт в США в травні 2014.
У 2014 році гурт випустив шостий повнометражний альбом «Stridens hus» та EP «Kulde» через «Dark Essence Records».

## Конфлікт
2006 року Хьоста ув'язнили за насильство.
У березні 2007 під час концерту в Ессені (Німеччина) Хьост вийшов на сцену з намальованою на грудях свастикою. Також стверджують, що він плювався і кидав у публіку пивні пляшки. Це призвело до хвилі протестів як з боку публіки, так і з боку преси. У Німеччині використання символу свастики суворо заборонено законом, тому інші концерти Taake в Німеччині були скасовані. Вважається, що інцидент був задуманий виключно для «шокового впливу» на публіку. Після цих подій Хьост звернувся з заявою на сайті Taake:
«Taake не є політичною нацистським гуртом тощо. Ми щиро просимо вибачення перед нашими колегами, у яких могли виникнути проблеми через ессенський скандал зі свастикою (окрім власника клубу — унтерменша — можеш піти відсмоктати у мусульманина!)»
2 квітня 2007 року Хьост виклав на сайті додаткове пояснення:
«Моє попереднє звернення чітко вказує на те, що я прошу вибачення тільки перед нашими колегами, у яких можуть виникнути проблеми через скандал. Це означає, що я несу повну відповідальність і повинен сам вирішувати ці „проблеми“. Але які у мене можуть бути проблеми?»
«Я усвідомлюю, що заборонено демонструвати свастику в Німеччині, так. З іншого боку, я повністю підтримую те, що гурти, які грають Black Metal повинні дозволити собі використовувати будь-який різновид руйнівної / негативної символіки, оскільки основою цього є передусім: ЗЛО! Частина нашої місії полягає в тому, щоб викликати негативні почуття, тому я вважаю цілком підходящим нагадувати нашій німецькій аудиторії про їхню найбільшу ганьбу.»
У 2007 році активність Taake була припинена у зв'язку з тим, що Хьост перебував у в'язниці за насильницький напад. 30 липня 2007 року на офіційному сайті Taake було анонсовано, що заплановане світове турне затримується «через те, що один з членів гурту ув'язнений». 20 вересня 2007 р. Хьост анонсував на сайті гурту, що недавно його відпустили з в'язниці.
Гурт був змушений відмовитися від запланованого туру по США у 2018 році після того, як активісти Антифа провели кампанію, щоб зупинити його через минулих протиріччя. Багато міст скасували шоу після того, яким погрожували антифашисти. Музикант і активіст Таліб Квелі назвав місце виступу Taake «симпатизуючим білому націоналізму». Хьост відповів, що «Taake не расистський гурт. Ніколи таким не був, ніколи не буде». Музикант також прокоментував, що інцидент показав, як «невелика меншість агітаторів лівого крила може нав'язати свою думку більшості через брехню та дезінформацію».

## Склад гурту

### Нинішні учасники
- Хьост (Hoest) (Ragnarok) — гітара, вокал;
- В'гандр (V'gandr) (Aeternus, Helheim, Deathcon, Cult of Catharsis) — бас;
- Скрубб (Skrubb) — гітара;
- Аіндіачай (Aindiachaí) (Slavia, Deathcon) — гітара;
- Турсур (Thurzur) (Sigfader, Infernal Manes, Gaahlskagg, Deathcult) — ударні.

### Колишні учасники

#### Thule
- Свартульв «Катта» «Каттарев» (Svartulv «Katta» «Kattaræv») (Tarmer) — ударні, вокал.

#### Taake
- Свартульв «Катта» «Каттарев» (Svartulv «Katta» «Kattaræv») (Tarmer) — ударні;
- Дим (Dim) — вокал;
- Фростейн «Тундра» Арктандер (Frostein «Tundra» Arctander) (Frostmoon, Tundra) — ударні, бас, «хор»;
- К. Коракс (C. Corax) — гітара;
- Керідвен (Keridwen) — бас;
- Мутт (Mutt) — ударні;
- Лава (Lava) (Aeternus, Amok) — бас, вокал;
- Морд (Mord) (Helheim, Cult of Catharsis) — ударні.

### Спеціальні гості
- К. Коракс (C. Corax) — гітара;
- Тайпан (Taipan) — вокал;
- Наттефрост (Nattefrost) — вокал;
- Нордавінд (Nordavind) — вокал;
- Діскомфортер (Discomforter) — вокал;
- Утфлод (Utflod) — фортепіано;
- Стёвер (Støver) — шепіт;
- Джон Бойл (John Boyle) — «Stridsrop» (бойовий крик).

## Дискографія
| Рік  | Дата виходу  | Назва                            | Тип                         | Лейбл                    |
| ---- | ------------ | -------------------------------- | --------------------------- | ------------------------ |
| 1995 |              | Manndaudsvinter                  | Демо                        | Mosegrodd Productions    |
| 1996 |              | Koldbrann i Jesu Marg            | Демо                        | Mosegrodd Productions    |
| 1999 | 7 грудня     | Nattestid Ser Porten Vid         | Повноформатний              | Wounded Love Records     |
| 2002 | 1 січня      | Over Bjoergvin Graater Himmelrik | Повноформатний              | Wounded Love Records     |
| 2004 |              | Nordens Doedsengel               | EP спліт з Amok             | Perverted Taste Records  |
| 2005 |              | Helnorsk Svartmetall             | Збірник                     | Perverted Taste Records  |
| 2005 |              | Taake Vinyl Box                  | Збірник                     | Perverted Taste Records  |
| 2005 | 28 лютого    | Hordalands Doedskvad             | Повноформатний              | Dark Essence Records     |
| 2006 | 3 березня    | Lagnonector                      | Сингл спліт с Vidsyn        | Agonia Records           |
| 2006 | 9 листопада  | Dra Til Helvete!                 | EP спліт з Gigantomachy     | Agonia Records           |
| 2007 | 12 березня   | Nekro                            | EP                          | Dark Essence Records     |
| 2008 | 3 березня    | Svartekunst                      | Концертний EP               | Dark Essence Records     |
| 2008 | 17 жовтня    | Taake                            | Повноформатний              | Svartekunst Productions  |
| 2011 | 26 квітня    | Kveld                            | EP                          | Svartekunst Productions  |
| 2011 | липень       | Swine of Hades                   | спліт                       | Godreah                  |
| 2011 | листопад     | Noregs Vaapen                    | повноформатний              | Dark Essence Records     |
| 2013 | 4 березня    | Gravkamre, Kroner Og Troner      | збірник                     | Dark Essence Records     |
| 2014 | 30 грудня    | Kulde                            | EP                          | Svartekunst Produksjoner |
| 2014 | 8 грудня     | Stridens hus                     | повноформатний              | Dark Essence Records     |
| 2017 | 24 листопада | Kong vinter                      | повноформатний              | Dark Essence Records     |
| 2018 | 7 грудня     | 7 fjell                          | збірник                     | Dark Essence Records     |
| 2020 | 20 березня   | Ubeseiret                        | сингл                       | Dark Essence Records     |
| 2020 | 20 березня   | Pakt                             | сингл спліт з Whoredom Rife | Terratur Possessions     |
| 2020 | 10 липня     | Jaertegn                         | сингл спліт з Deathcult     | Edged Circle Productions |
| 2021 | 19 березня   | Henholdsvis                      | сингл спліт з Helheim       | Dark Essence Records     |
| 2021 | 2 липня      | Avvik                            | збірник                     | Dark Essence Records     |
| 2023 | 15 червня    | Et Uhyre av en Kniv              | сингл                       | Dark Essence Records     |
| 2023 | 1 вересня    | Et hav av avstand                | повноформатний              | Dark Essence Records     |